# NGC 143
NGC 143 là một  thiên hà xoắn ốc nằm trong Chòm sao Kình Ngư. Nó được phát hiện bởi Frank Muller vào năm 1886.